# Sidi Kacem (província)
Sidi Kacem é uma província de Marrocos, que pertence administrativamente a região de Rabat-Salé-Kénitra. Tem uma área de 3.113 km² e 522.270 habitantes(em 2014). A sua capital é a cidade de Sidi Kacem.

## História
A atual província foi criada em 1982, a partir da divisão da província de Kenitra.

## Clima
Tem um clima quente e temperado. Existe muito mais pluviosidade no inverno do que no verão. A classificação do clima é Csa segundo a Köppen e Geiger. 20.0 °C é a temperatura média em Sidi Kacem. A pluviosidade média anual é 524 mm.

## Demografia
| 1994    | 2004    | 2007    | 2014    |
| ------- | ------- | ------- | ------- |
| 645.872 | 692.239 | 704.614 | 522.270 |

## Organização administrativa
A província de Sidi Kacem está dividida em 5 Municípios e 5 círculos (que por sua vez se dividem em 24 comunas).

### Os Municípios
Os municipios são divisões de caracter urbano.
| Municípios        | Área (em km²) | Habitantes em 2014 |
| ----------------- | ------------- | ------------------ |
| Sidi Kacem        | 16,7          | 75.672             |
| Mechraa Bel Ksiri | 8             | 31.497             |
| Jorf El Melha     | 2,7           | 28.681             |
| Had Kourt         | 6,3           | 7.843              |
| Dar Gueddari      | 6,2           | 6.643              |

### Os Círculos
Os círculos são divisões de caracter rural, que por sua vez se dividem em comunas.
| Circulo         | Habitantes (em 2014) | Comunas                                                                                      |
| --------------- | -------------------- | -------------------------------------------------------------------------------------------- |
| Baht            | 79.187               | Dar Laaslouji, Rmilat, Sidi Al Kamel                                                         |
| Ouargha         | 78.040               | Khnichet, Lamrabih, Oulad Nouel, Sidi M'Hamed Chelh, Taoughilt                               |
| Tilal Al Gharb  | 73.602               | Ain Dfali, Bni Oual, Moulay Abdelkader, Sidi Ahmed Benaissa, Sidi Ameur Al Hadi, Sidi Azzouz |
| Chrarda         | 73.383               | Bab Tiouka, Bir Taleb, Chbanate, Selfat, Tekna, Zaggota, Zirara                              |
| Gharb-Bni Malek | 67.722               | Al Haouafate, Nouirate, Sefsaf                                                               |

#### As Comunas
Os comunas são divisões de caracter rural, que se agrupam em círculos.
| Comuna              | Círculo         | Área (em km²) | Habitantes em 2014 |
| ------------------- | --------------- | ------------- | ------------------ |
| Dar Laaslouji       | Baht            | 98            | 32.127             |
| Rmilat              | Baht            | 133           | 16.861             |
| Sidi Al Kamel       | Baht            | 150           | 30.199             |
| Khnichet            | Ouargha         | 104           | 23.707             |
| Lamrabih            | Ouargha         | 203           | 20.461             |
| Oulad Nouel         | Ouargha         | 125           | 11.371             |
| Sidi M'Hamed Chelh  | Ouargha         | 75            | 7.737              |
| Taoughilt           | Ouargha         | 129,8         | 14.764             |
| Ain Dfali           | Tilal Al Gharb  | 234           | 24.241             |
| Bni Oual            | Tilal Al Gharb  | 120           | 7.485              |
| Moulay Abdelkader   | Tilal Al Gharb  | 153           | 7.896              |
| Sidi Ahmed Benaissa | Tilal Al Gharb  | 78.3          | 7.810              |
| Sidi Ameur Al Hadi  | Tilal Al Gharb  | 100           | 11.814             |
| Sidi Azzouz         | Tilal Al Gharb  | 180           | 14.356             |
| Bab Tiouka          | Chrarda         | 190           | 7.697              |
| Bir Taleb           | Chrarda         | 85            | 11.370             |
| Chbanate            | Chrarda         | 81            | 10.371             |
| Selfat              | Chrarda         | 151,6         | 10.239             |
| Tekna               | Chrarda         | 87,2          | 7.068              |
| Zaggota             | Chrarda         | 117           | 10.032             |
| Zirara              | Chrarda         | 70,6          | 16.606             |
| Al Haouafate        | Gharb-Bni Malek | 170           | 17.842             |
| Nouirate            | Gharb-Bni Malek | 148           | 24.805             |
| Sefsaf              | Gharb-Bni Malek | 120           | 25.075             |

## Demografia

### Evolução populacional
O crescimento populacional na província foi a seguinte:
| 1994    | 2004    | 2014    |
| ------- | ------- | ------- |
| 452.282 | 489.422 | 522.270 |